# Hennie Kuiper
Pour les articles homonymes, voir Kuiper.
Hendrikus Andreas Kuiper dit Hennie Kuiper (né le 3 février 1949 à Noord Deurningen) est un coureur cycliste néerlandais. Il fait partie des quatre coureurs à ce jour à avoir réussi le doublé champion olympique - champion du monde professionnel, après l'Italien Ercole Baldini et avant Paolo Bettini et Remco Evenepoel. Réputé dur au mal[Quoi ?], il brille aussi bien dans les classiques (victoires dans Paris-Roubaix, le Tour des Flandres, Milan-San Remo et le Tour de Lombardie) que dans le Tour de France qu'il termine deux fois à la deuxième place. Il a notamment réussi l'exploit de s'imposer deux fois consécutivement (1977 et 1978)  à l'Alpe d'Huez, l'une des étapes reines du Tour de France.  
Il est toujours présent dans le peloton en tant qu'ambassadeur pour certaines marques notamment Rabobank dont il fut un des directeurs sportifs. La famille Kuiper est encore représentée dans le peloton avec trois de ses nièces, cyclistes professionnelles, et son neveu Bouke.

## Directeur sportif
Après sa carrière de coureur, il devient manager d'équipe. Il officie dans l'équipe Telekom en 1991 et dans l'équipe Motorola de 1992 à 1996.

## Palmarès et résultats

### Palmarès amateur
- 1970
  - 2e étape du Tour de Yougoslavie
  - 2e du Tour de Hollande-Septentrionale
  - 2e du championnat des Pays-Bas sur route amateurs
  - 2e de Paris-Saint-Pourçain
  - 3e du Tour de Yougoslavie
- 1971
  - Circuit de Saône-et-Loire :
    - Classement général
    - 1re étape

  - Une étape de la Ronde des Flandres Artois (contre-la-montre)
  - 5e étape du Tour de Yougoslavie
  - 7e étape du Tour de Rhénanie-Palatinat
  - 2e de la Ronde des Flandres Artois
  - 3e du Tour de Rhénanie-Palatinat
  - 3e du Tour d'Achterhoek
- 1972
  -  Champion olympique de la course en ligne
  - Tour de Drenthe
  - Milk Race :
    - Classement général
    - 2e étape (contre-la-montre par équipes)

  - 7e étape du Tour du Limousin
  - 2e du Tour du Limousin
  - 2e du Circuit de Campine
  - 2e du Tour de RDA
  - 10e du Tour de l'Avenir

### Palmarès professionnel
- 1973
  - 3eb étape de Paris-Nice (contre-la-montre par équipes)
  - 2e étape du Tour de l'Aude
  - 2e du Grand Prix de Zurich
  - 5e de l'Amstel Gold Race
- 1974
  - Classement général du Tour d'Indre-et-Loire
  - Grand Prix Union Dortmund
  - 2e de Paris-Camembert
  - 3e du Trophée Baracchi (avec Gerrie Knetemann)
  - 7e de Paris-Nice
  - 9e du Grand Prix de Zurich
- 1975
  -  Champion du monde sur route
  -  Champion des Pays-Bas sur route
  -  Champion des Pays-Bas de cyclo-cross
  - 18e étape du Tour d'Espagne
  - 2e du Grand Prix de Villers-Cotterêts
  - 2e du championnat des Flandres
  - 3e du Trophée Baracchi (avec Gerrie Knetemann)
  - 5e du Tour d'Espagne
  - 7e de Paris-Bruxelles
  - 9e de Tirreno-Adriatico
  - 9e de l'Amstel Gold Race
  - 9e du Super Prestige Pernod
- 1976
  - 4e étape du Tour d'Espagne
  - Tour de Suisse :
    - Classement général
    - 3e étape

  - 4e et 5ea (contre-la-montre par équipes) étapes du Tour de France
  - Prologue du Tour des Pays-Bas (contre-la-montre par équipes)
  - 2e du Tour d'Andalousie
  - 2e du Circuit Het Volk
  - 2e de Paris-Nice
  - 2e de Paris-Bruxelles
  - 3e du championnat des Pays-Bas sur route
  - 4e de Paris-Roubaix
  - 5e de l'Amstel Gold Race
  - 5e de Liège-Bastogne-Liège
  - 6e du Tour d'Espagne
- 1977
  - 17e étape du Tour de France
  - Prologue du Tour des Pays-Bas (contre-la-montre par équipes)
  - 2e du Grand Prix d'ouverture La Marseillaise
  - 2e du Tour d'Andalousie
  - 2e du Tour de France
  - 3e de l'Amstel Gold Race
  - 3e de Tours-Versailles
  - 4e du championnat du monde sur route
  - 6e de Paris-Bruxelles
  - 8e des Quatre Jours de Dunkerque
  - 10e de Paris-Roubaix
- 1978
  - Prologue du Critérium du Dauphiné libéré
  - 4e (contre-la-montre par équipes) et 16e étapes du Tour de France
  - 2e du Tour de Romandie
  - 2e du Trophée Baracchi (avec Joop Zoetemelk)
  - 3e du Grand Prix de Francfort
  - 3e du Grand Prix des Nations
  - 4e du Tour de Suisse
  - 5e de l'Amstel Gold Race
  - 6e de Paris-Roubaix
  - 6e de la Flèche wallonne
  - 6e de Liège-Bastogne-Liège
  - 6e du Super Prestige Pernod
  - 7e de Paris-Nice
  - 9e du Critérium du Dauphiné Libéré
- 1979
  - 3e de Paris-Roubaix
  - 4e du Tour de France
  - 5e du Grand Prix du Midi Libre
  - 7e du Tour des Flandres
  - 8e des Quatre Jours de Dunkerque
  - 9e de la Flèche wallonne
  - 10e de Gand-Wevelgem
  - 10e du Tour de Lombardie
  - 10e du Super Prestige Pernod
- 1980
  - 2e de Liège-Bastogne-Liège
  - 2e du Tour d'Indre-et-Loire
  - 2e du Tour de France
  - 4e du Critérium du Dauphiné Libéré
  - 4e du Super Prestige Pernod
  - 5e du Grand Prix du Midi Libre
  - 5e du Tour de Lombardie
  - 7e de la Flèche wallonne
  - 8e de Gand-Wevelgem
- 1981
  - Tour des Flandres
  - Tour de Lombardie
  - 2e du Tour des Pays-Bas
  - 5e du Super Prestige Pernod
  - 6e de Paris-Roubaix
  - 8e de Blois-Chaville
  - 9e du Rund um den Henninger Turm
- 1982
  - Grand Prix d'Europe
  - Grand Prix de Wallonie
  - 2e du Tour de Luxembourg
  - 2e du Trophée Baracchi (avec Bert Oosterbosch)
  - 5e de la Flèche wallonne
  - 5e de l'Amstel Gold Race
  - 6e de Blois-Chaville
  - 7e de Paris-Nice
  - 8e de Paris-Bruxelles
  - 9e du Tour de France
  - 10e du Tour de Lombardie
- 1983
  - 3eb étape de Paris-Nice (contre-la-montre par équipes)
  - Paris-Roubaix
  - 2e du Trophée Baracchi (avec Adrie van der Poel)
  - 4e du Tour de Lombardie
  - 5e du Tour d'Espagne
  - 6e de Liège-Bastogne-Liège
- 1984
  - 9e de Paris-Roubaix
  - 10e du Grand Prix de Zurich
- 1985
  - Milan-San Remo
  - Grand Prix Europa
  - 3e du Tour des Flandres
  - 5e de Bordeaux-Paris
  - 8e de Paris-Roubaix
  - 10e du Super Prestige Pernod
- 1986
  - 2e du Coca-Cola Trophy
- 1987
  - 5e du Rund um den Henninger Turm
- 1988
  - 2e du Coca-Cola Trophy
  - 3e de Veenendaal-Veenendaal

### Résultats sur les grands tours

#### Tour de France
12 participations
- 1975 : 11e
- 1976 : abandon (14e étape), vainqueur des 4e et 5ea (contre-la-montre par équipes) étapes
- 1977 : 2e, vainqueur de la 17e étape
- 1978 : abandon (17e étape), vainqueur des 4e (contre-la-montre par équipes) et 16e étapes
- 1979 : 4e, vainqueur du prix de la combativité
- 1980 : 2e
- 1981 : 30e
- 1982 : 9e
- 1983 : abandon (10e étape)
- 1984 : 56e
- 1985 : non-partant (15e étape)
- 1988 : 95e

#### Tour d'Italie
4 participations
- 1973 : 16e
- 1974 : abandon (21e étape)
- 1986 : 22e
- 1987 : 44e

#### Tour d'Espagne
3 participations
- 1975 : 5e, vainqueur d'une étape
- 1976 : 6e, vainqueur d'une étape,  maillot amarillo pendant 2 jours
- 1983 : 5e

## Distinctions
En 2002, Hennie Kuiper fait partie des coureurs retenus dans le Hall of Fame de l'Union cycliste internationale.
- Cycliste espoirs néerlandais de l'année : 1972
- Cycliste néerlandais de l'année : 1975 et 1977
- Sportif néerlandais de l'année : 1977